# Verfassungsgericht der Republik Litauen

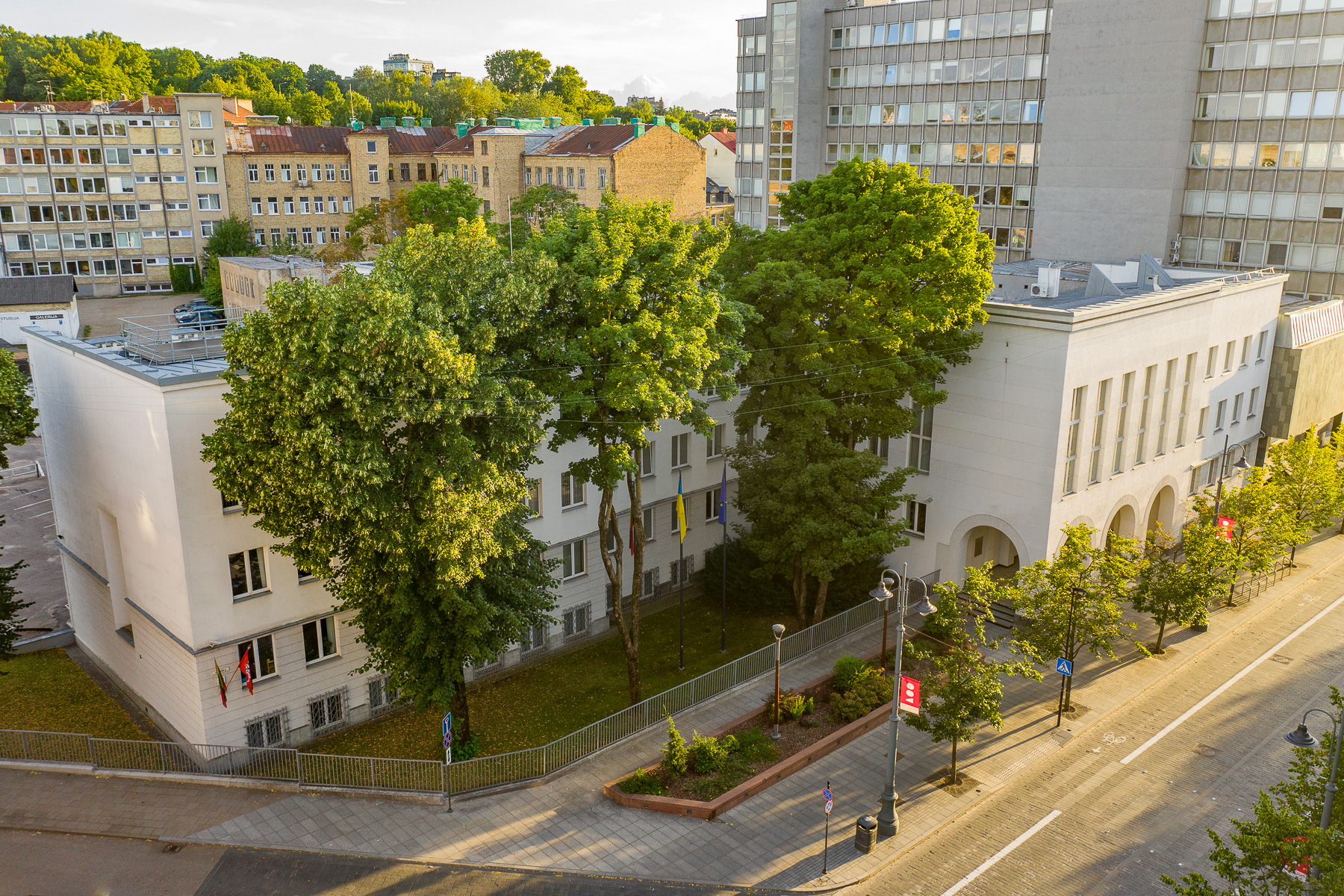

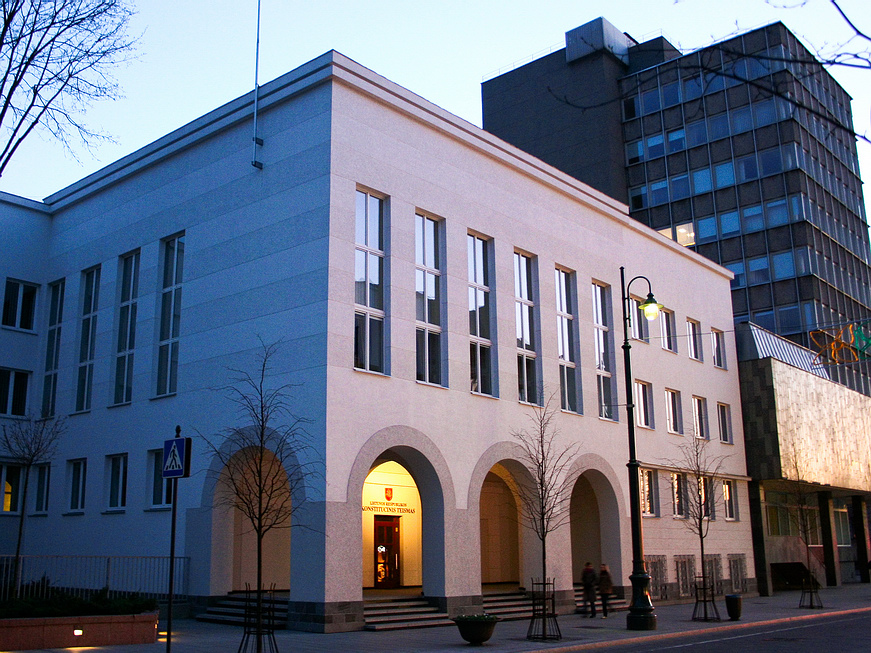
Gebäude des Gerichts am Gediminas-Prospekt, Vilnius

Das Verfassungsgericht der Republik Litauen (litauisch Lietuvos Respublikos Konstitucinis Teismas) ist der Hüter der litauischen Verfassung und ist einerseits ein unabhängiges Verfassungsorgan und andererseits Teil der Judikativen Staatsgewalt auf dem speziellen Gebiet des Verfassungsrechts.
Das Gericht nahm seine Tätigkeit am 2. August 1993 auf.
Das Gericht umfasst neun vom Seimas auf neun Jahre gewählte Mitglieder. Wiederwahl ist ausgeschlossen. Je drei der Mitglieder werden vom Präsidenten der Republik, vom Präsidenten des Seimas und vom Präsidenten des Obersten Gerichts ernannt.

## Zusammensetzung
- 1993–1996: Juozas Žilys (Gerichtspräsident), Algirdas Gailiūnas, Kęstutis Lapinskas, Zigmas Levickis, Vladas Pavilonis († 2003), Pranas Vytautas Rasimavičius († 2002), Teodora Staugaitienė, Stasys Stačiokas († 2020) und Stasys Šedbaras
- 1996–1999: Juozas Žilys (Gerichtspräsident), Egidijus Jarašiūnas, Kęstutis Lapinskas, Zigmas Levickis, Augustinas Normantas, Vladas Pavilonis († 2003), Jonas Prapiestis, Pranas Vytautas Rasimavičius († 2002) und Teodora Staugaitienė
- 1999–2002: Vladas Pavilonis (Gerichtspräsident) († 2003), Egidijus Jarašiūnas, Egidijus Kūris, Zigmas Levickis, Augustinas Normantas, Jonas Prapiestis, Vytautas Sinkevičius, Stasys Stačiokas († 2020), und Teodora Staugaitienė
- 2002–2005: Egidijus Kūris (Gerichtspräsident), Armanas Abramavičius, Egidijus Jarašiūnas, Kęstutis Lapinskas, Zenonas Namavičius († 2019), Augustinas Normantas, Jonas Prapiestis, Vytautas Sinkevičius und Stasys Stačiokas († 2020)
- 2005–2008: Armanas Abramavičius, Toma Birmontienė, Egidijus Kūris (Gerichtspräsident), Kęstutis Lapinskas, Zenonas Namavičius, Ramutė Ruškytė, Vytautas Sinkevičius, Stasys Stačiokas († 2020) und Romualdas Kęstutis Urbaitis
- 2008–2011: Armanas Abramavičius, Toma Birmontienė, Pranas Kuconis, Kęstutis Lapinskas (Vorsitzende), Zenonas Namavičius, Ramutė Ruškytė, Egidijus Šileikis, Algirdas Taminskas und Romualdas Kęstutis Urbaitis
- 2011–2014: Toma Birmontienė, Pranas Kuconis, Gediminas Mesonis († 2022), Ramutė Ruškytė, Egidijus Šileikis, Algirdas Taminskas, Romualdas Kęstutis Urbaitis (Vorsitzende) und Dainius Žalimas; bis 2013 Egidijus Bieliūnas, seit 2013 Vytas Milius
- 2014–2017: Elvyra Baltutytė, Vytautas Greičius, Danutė Jočienė, Pranas Kuconis, Gediminas Mesonis († 2022), Vytas Milius, Egidijus Šileikis, Algirdas Taminskas,  und Dainius Žalimas (Vorsitzende)
- 2017–2021: Elvyra Baltutytė, Gintaras Goda, Vytautas Greičius, Danutė Jočienė, Gediminas Mesonis († 2022), Vytas Milius, Daiva Petrylaitė, Janina Stripeikienė  und Dainius Žalimas (Vorsitzende)
- 2021–2023: Elvyra Baltutytė, Gintaras Goda, Vytautas Greičius, Danutė Jočienė (Vorsitzende), Giedrė Lastauskienė, Vytautas Mizaras, Algis Norkūnas, Daiva Petrylaitė, Janina Stripeikienė
- 2023–2026:  Tomas Davulis, Gintaras Goda (Vorsitzende), Aurelijus Gutauskas, Giedrė Lastauskienė, Vytautas Mizaras, Algis Norkūnas, Daiva Petrylaitė, Janina Stripeikienė, Stasys Šedbaras